# 일통
일통 (ILLTONG, 본명: 서성조, 1981년 4월 10일 ~ )은 대한민국의 힙합 가수이다. 《쇼 미 더 머니》에 참가해 준우승을 차지했다.

## 방송 출연
- 《쇼미더머니》 (2012년, Mnet)

## 음반
- 《개》 (2009년)
- 《별 그지같은 앨범》 (2010년)
- 《생각이 안나》 (2011년)
- 《한 명의 발자국》 (2013년)
- 《로드 매니저》 (2013년)
- 《침묵이란 비명》 (2014년)
- 《헬조선》 (2015년)
- 《Aporia》 (2016년)

킬링 타임
- 《YOU》 (2010년)
- 《당신의 기억속에…》 (2010년)

지기 펠라즈
- 《Xclusive》 (2007년)
- 《The Black Album》 (2009년)

참여 음반
- 《몰리디 - Mollywood Classic Vol.1》 (2009년)
- 《딥스 - Sunshine》 (2010년)
- 《젠틀릭 - Girls Girls Girls》 (2010년)
- 《김현지 - 보이스코리아 2 Part 2》 (2013년)

그 외
- 《One Nation》 (2009년)
- 《쇼미더머니》 (2012년)

## 같이 보기
- 로꼬
- 류케이
- 더블 케이
- 미료
- 주석
- MC 스나이퍼
- 가리온
- 이현배
- 버벌 진트
- 후니훈
- 마르코
- 비프리
- 딥플로우
- 바스코
- 이효리
- 리쌍
- 드렁큰타이거